# Torbjørn Clausen
Torbjørn Clausen (ur. 11 marca 1931 w Lørenskog, zm. 23 grudnia 2001 w Oslo) – norweski pięściarz. Reprezentant kraju podczas igrzysk olimpijskich w 1952 w Helsinkach.
Na igrzyskach w Helsinkach wystąpił w turnieju wagi muszej. Najpierw wygrał z Kjeldem Steenem z Danii. W 1/8 finału miał wolny los. W ćwierćfinale przegrał z reprezentantem Niemiec Zachodnich Edgarem Baselem.